# Ola (Navarra)
Ola es un barrio y una localidad española  de la Comunidad Foral de Navarra perteneciente al municipio de Basaburúa Mayor y al concejo de Oroquieta-Erviti. 
Está situado en la Merindad de Pamplona, en la comarca de Ultzamaldea, y a 33 km de la capital de la comunidad, Pamplona. Su población en 2014 fue de 16 habitantes (INE), su superficie del núcleo de viviendas es de 0,0434 km² y su densidad de población de 368,66 hab/km².
Considerado un barrio de Oroquieta, este lugar fue una ferrería que en el año 1847 producía 1.560 qm.

## Topónimo
El nombre de la localidad  significa ferrería y tiene su origen en una conocida ferrería de Oroquieta a la que también se le relaciona con el nombre del despoblado de Unzubieta.

## Geografía física

### Situación
La localidad de Ola está situada en la parte occidental del municipio de Basaburúa Mayor y norte del concejo de Oroquieta Erviti a una altitud de 552 m s. n. m.

## Demografía

### Evolución de la población
El barrio figura en los nomenclátores de población de la siguiente manera: 1 casa habitada en 1860, 38 habitantes en 1887, 29 en 1930, 54 en 1940, y 30 en 1981.
En los últimos 12 años los datos de población son los siguientes:
| Gráfica de evolución demográfica de Ola entre 2000 y 2011 |
|                                                           |
| Datos según el nomenclátor publicado por el INE.          |